# Irreligiosità in Pakistan
L'irreligiosità e l'ateismo sono presenti in Pakistan soprattutto tra una minoranza di giovani.
Nel 2005 all'incirca l'1% della popolazione è stato segnalato per essere ateo, ed entro il 2012, secondo lo studio Gallup (WIN / GIA), la cifra è raddoppiata a quasi il 2%.
Gli atei in Pakistan debbono affrontare discriminazioni e pregiudizi da parte dell'intera società. Il paese è segnalato per esser tra le sette nazioni in cui l'ateismo può condurre direttamente alla pena di morte e, tra questi sette paesi, il Pakistan è probabilmente uno dei più pericolosi per coloro che professano una qualche forma di irreligiosità.
Gruppi Internet di acuta critica alla religione, come il sito web "AAAP", si sono sviluppati, ricevendo oltre 17.000 visite entro 48 ore dal suo lancio.
Alcuni atei noti di origine pakistana sono l'attore Kumail Nanjiani, il saggista e romanziere Tariq Ali e la signora Fauzia Ilyas, che ha dovuto abbandonare la sua patria.